# Drosophila epiobscura
Drosophila epiobscura är en tvåvingeart som beskrevs av Parshad och Duggal 1967. Drosophila epiobscura ingår i släktet Drosophila och familjen daggflugor.
Artens utbredningsområde är Indien.